# Groși (gmina)
Groși – gmina w Rumunii, w okręgu Marmarosz. Obejmuje miejscowości Groși, Ocoliș i Satu Nou de Jos. W 2011 roku liczyła 2857 mieszkańców.